# Mosquée des Andalous
 (décembre 2024).
Si vous disposez d'ouvrages ou d'articles de référence ou si vous connaissez des sites web de qualité traitant du thème abordé ici, merci de compléter l'article en donnant les références utiles à sa vérifiabilité et en les liant à la section « Notes et références ».
La Mosquée des Andalous est un ancien lieu de culte musulman et lieu historique situé dans le quartier auquel elle a donné son nom, à Fès au Maroc. Elle est située sur la rive droite de l'oued de Fès, à proximité de la medersa Sahrij. Elle doit son nom aux familles andalouses chassées de Cordoue par les Omeyyades et qui ont fondé le quartier des Andalous en 818.

## Histoire
Cette mosquée fut érigée en 859-860 sous la dynastie idrisside par une femme originaire de Kairouan, Mariyam al Fihriya, sœur de Fatima al Fihriya, fondatrice de la mosquée al Qarawiyyîn, l'autre grande mosquée historique de Fès. Le bâtiment ne servait à l'origine que de simple oratoire avant de devenir progressivement une mosquée à part entière. Les Almohades délimitèrent ses limites actuelles. La dynastie des Mérinides la dota d'une fontaine dans la cour intérieure ainsi que d'une bibliothèque. Elle fut rénovée sous les Alaouites par Moulay Ismaïl. Le lieu, toujours en activité religieuse, est aujourd'hui un des multiples lieux de tourisme de Fès et est souvent cité quand il est question de l'histoire du Maroc.

## Architecture
Située en haut d'une montée accessible par marches, la mosquée des Andalous est reconnue visuellement pour son monumental portail orienté au nord, orné de zelliges avec un auvent en cèdre sculpté et par son minaret blanc doté de faïences vert foncé. Une fontaine se situe au milieu du patio et la mosquée possède une bibliothèque. On y trouve à l'intérieur une chaire en bois datant de 980.